# Campeonato Mundial de Corta-Mato de 1992
O 20º Campeonato Mundial de Corta-Mato foi realizado em 21 de março de 1992, em Boston, Estados Unidos. 

## Resultados

### Corrida Longa Masculina

#### Individual
| Medalha | Atleta         | País    | Tempo     |
| Ouro    | John Ngugi     | Quênia  | 37:05 min |
| Prata   | William Mutwol | Quênia  | 37:17 min |
| Bronze  | Fita Bayissa   | Etiópia | 37:18 min |

#### Equipas
| Medalha | Selecção | Marca   |
| Ouro    | Quênia · John Ngugi (1º) · William Mutwol (2º) · Richard Chelimo (5º) · Dominic Kirui (7º) · William Sigei (8º) · Ondoro Osoro (23º)                    | 46 pts  |
| Prata   | França · Thierry Pantel (9º) · Bruno Le Stum (10º) · Antonio Martins (12º) · Pascal Thiébaut (21º) · Jean-Louis Prianon (45º) · Antonio Rapisarda (48º) | 145 pts |
| Bronze  | Reino Unido · Richard Nerurkar (15º) · Eamonn Martin (17º) · Dave Clarke (20º) · Andy Bristow (26º) · Paul Dugdale (33º) · Mark Dalloway (36º)          | 147 pts |

### Corrida Júnior Masculina

#### Individual
| Medalha | Atleta             | País    | Tempo     |
| Ouro    | Ismael Kirui       | Quênia  | 23:27 min |
| Prata   | Haile Gebrselassie | Etiópia | 23:35 min |
| Bronze  | Josephat Machuka   | Quênia  | 23:37 min |

#### Equipas
| Medalha | Selecção | Marca  |
| Ouro    | Quênia   | 18 pts |
| Prata   | Etiópia  | 28 pts |
| Bronze  | Japão    | 90 pts |

### Corrida Longa Feminina

#### Individual
| Medalha | Atleta              | País           | Tempo     |
| Ouro    | Lynn Jennings       | Estados Unidos | 21:16 min |
| Prata   | Catherina McKiernan | Irlanda        | 21:18 min |
| Bronze  | Albertina Dias      | Portugal       | 21:19 min |

#### Equipas
| Medalha | Selecção                                                                                              | Marca  |
| Ouro    | Quênia · Susan Sirma (9ª) · Helen Kimaiyo (11ª) · Jane Ngotho (12ª) · Hellen Chepngeno (15ª)          | 47 pts |
| Prata   | Estados Unidos · Lynn Jennings (1ª) · Vicki Huber (4ª) · Annette Peters (30ª) · Sylvia Mosqueda (42ª) | 77 pts |
| Bronze  | Etiópia · Luchia Yishak (10ª) · Merima Denboba (20ª) · Getenesh Urge (28ª) · Berhane Adere (38ª)      | 96 pts |

### Corrida Júnior Feminina

#### Individual
| Medalha | Atleta          | País        | Tempo     |
| Ouro    | Paula Radcliffe | Reino Unido | 13:30 min |
| Prata   | Wang Junxia     | China       | 13:35 min |
| Bronze  | Lydia Cheromei  | Quênia      | 13:43 min |

#### Equipas
| Medalha | Selecção | Marca  |
| Ouro    | Etiópia  | 55 pts |
| Prata   | Roménia  | 59 pts |
| Bronze  | Quênia   | 59 pts |